# Võ Thị Ánh Xuân
Võ Thị Ánh Xuân (8 de janeiro de 1970) é uma política vietnamita que atuou como presidente interina do Vietnã de janeiro a março de 2023, devido à renúncia de Nguyễn Xuân Phúc. Ela foi eleita vice-presidente do Vietnã em 6 de abril de 2021 após obter 93,13% dos votos na Assembleia Nacional, continuando a recente norma de ter uma mulher ocupando esse cargo. Atualmente, ela é membro do Comitê Central do Partido, secretária do Comitê do Partido da província de An Giang e chefe da delegação de deputados da Assembleia Nacional da província. Xuân é a vice-presidente mais jovem do Vietnã desde 1945.

## Início de vida
Võ Thị Ánh Xuân nasceu em 8 de janeiro de 1970 em Thới Sơn, Tịnh Biên, província de An Giang. Ela foi professora em uma escola secundária em Long Xuyên, província de An Giang, de 1992 a 1996. Ela foi aceita para ingressar no Partido Comunista do Vietnã em 20 de dezembro de 1994, tornando-se oficialmente membro deste partido em 20 de dezembro de 1995.

## Carreira política
De agosto de 1996 a julho de 2001, Võ Thị Ánh Xuân foi membro da equipe de pesquisa geral no escritório do Comitê Provincial do Partido de An Giang. Entre 2001 e 2010, ela foi membro do Conselho Permanente, vice-presidente e depois presidente do Sindicato de Mulheres de An Giang. Durante esse tempo, ela também foi membro do Comitê da Organização do Partido Provincial de An Giang (dezembro de 2005 a outubro de 2010). De agosto de 2010 a outubro de 2010, ela também foi Vice-Chefe da Comissão Provincial de An Giang para Mobilização de Massas.
De novembro de 2010 a janeiro de 2013, ela foi membro do Conselho Permanente do Comitê Provincial do Partido de An Giang, Secretária do Comitê do Partido da Cidade de Tan Chau, da província de An Giang. Em janeiro de 2011, ela tornou-se membro suplente do Comitê Central do Partido para o 11.º mandato. De fevereiro de 2013 a novembro de 2013, ela foi membro do Conselho Permanente do Comitê do Partido Provincial de An Giang e vice-presidente do Comitê do Povo de An Giang. De dezembro de 2013 a outubro de 2015, ela foi vice-secretária do Comitê Provincial do Partido de An Giang. Em 2 de outubro de 2015, ela se tornou a secretária do Comitê Provincial do Partido de An Giang, sendo que ocupa esse cargo até atualmente.
Em janeiro de 2016, foi eleita membro do 12.º Comitê Central do Partido. Após a eleição da XIV Assembleia Nacional, ela também é a chefe da delegação da Assembleia Nacional de An Giang.
Em 6 de abril de 2021, a Assembleia Nacional do Vietnã adotou uma resolução para eleger Võ Thị Ánh Xuân como vice-presidente da República Socialista do Vietnã, com o apoio de 447 dos 449 deputados presentes na sessão, equivalente a 93,13% dos número total de parlamentares. Ela então se tornou na vice-presidente mais jovem do Vietnã desde 1945.
De 18 de janeiro a 2 de março de 2023, Xuân atuou como presidente interina do Vietnã após a renúncia de Nguyễn Xuân Phúc. De 21 de março a 22 de maio de 2024, atuou como presidente interina do Vietnã após a renúncia de Võ Văn Thưởng.